# Seiko Tanabe
Tanabe Seiko (田辺聖子, Tanabe Seiko), née le 27 mars 1928 à Osaka et morte le 6 juin 2019 à Kobe, est une écrivaine japonaise.
Elle est diplômée du département de littérature japonaise du Shouin joshi senmon gakkou (Osaka Shouin joshi daigaku). Auteure de nombreux romans, elle est lauréate entre autres du prix Akutagawa et titulaire de l'Ordre de la Culture pour ses contributions à la littérature.

## Prix

### Prix littéraire
- 1956 Prix de citoyen Osaka, pour Niji (虹)
- 1964 50e prix Akutagawa, pour Kanshou ryokou (感傷旅行)
- 1987 Prix de littérature féminine, pour Hanagoromo nuguya matsuwaru... Waga ai no Sugita Hisajo (花衣ぬぐやまつわる……わが愛の杉田久女)
- 1993 Prix Eiji Yoshikawa de littérature, pour Hinekure Issa (ひねくれ一茶)
- 1994 42e prix Kan-Kikuchi, pour Hinekure Issa
- 1998 26e Prix Kyōka Izumi de littérature, pour Douton-bori no ame ni wakarete irai nari - Senryuu sakka Kishimoto Suifu to sono jidai (道頓堀の雨に別れて以来なり――川柳作家・岸本水府とその時代)
- 1999年 50e Prix Yomiuri, pour Douton-bori no ame ni wakarete irai nari -....
- 2007 Prix Asahi en 2006

### Distinctions
- 2000 Personne de mérite culturel
- 2008 Ordre de la Culture

## Œuvres

### Romans
- Hanakari (花狩) Touto shobou 1958
- Kanshou ryokou (Sentimental journey) (感傷旅行（センチメンタル・ジャーニィ）) Bungei shunjuu-sha 1964
- Onna no hidokei (女の日時計) Yomiuri shinbun-sha 1970
- Joze to tora to sakana-tachi (ジョゼと虎と魚たち Kadokawa shobou 1985
- Fukigenna koibito (不機嫌な恋人) Kadokawa shoten 1988
- Hinekure Issa (ひねくれ一茶) Koudan-sha 1992

### Essais
- Onna no nagaburo (女の長風呂) Bungei shunjū 1973
- Eve no okurege (イブのおくれ毛) Bungei shunjū 1975
- Raamen nieta mo gozonjinai (ラーメン煮えたもご存じない) Shinchōsha 1977
- Rakurōshō 1, 2, 3, 4 (楽老抄) Shūeisha 1999, 2007, 2008, 2009

### Traductions et adaptations des romans classiques japonais
- Mae mae, katatsumuri, Shin Ochikubo monogatari (舞え舞え蝸牛 新・落窪物語) Bungei shunjuu, 1977
- Shin Genji monogatari (新源氏物語) Shinchou-sha, 1978-79
- Shihon genji monogatari (私本・源氏物語) Jitsugyou-no-tomo-sha, 1980
- Haru no mezame wa Murasaki no maki, Shin shihon genji monogatari (春のめざめは紫の巻 新・私本源氏) Jitsugyou-no-tomo-sha 1983
- Mukashi akebono, shousetsu Makura no sōshi (むかし・あけぼの 小説枕草子) Kadokawa shoten 1983
- Tanabe Seiko no Ogura hyakunin isshu (田辺聖子の小倉百人一首) Kadokawa shoten 1986
- Tanabe Seiko no Kojiki (田辺聖子の古事記) Shuueisha, Watashi no koten 1986
- Kiri fukaki Uji no koi, Shin Genji monogatari (霧ふかき宇治の恋 新源氏物語) Shinchousha 1990

### Biographies
- Hanagoromo nuguya matsuwaru... Waga ai no Sugita Hisajo (花衣ぬぐやまつわる……わが愛の杉田久女) Shūeisha 1987
- Douton-bori no ame ni wakarete irai nari - Senryuu sakka Kishimoto Suifu to sono jidai (道頓堀の雨に別れて以来なり――川柳作家・岸本水府とその時代) Chūōkōronsha 1998

### Traductions françaises
- Josée, le tigre et les poissons, trad. par J. Tomimoto (2017)  (ISBN 978-4990874636)
- Sentimental Journey, trad. par J. Tomimoto (2024)   (ISBN 978-2-487-16401-7)